# Raiz (Manaus)

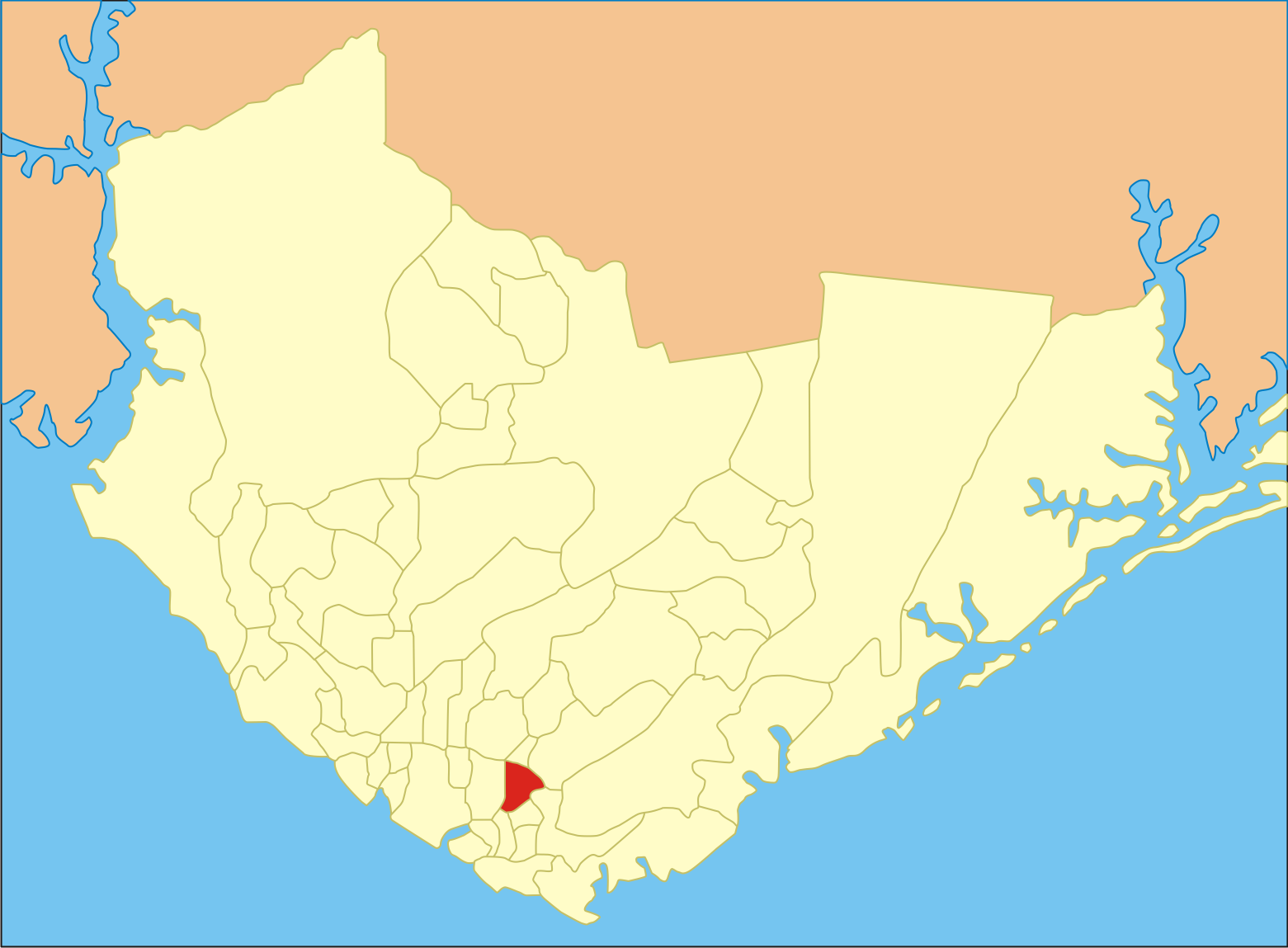
Localização do bairro Raiz em Manaus.

Raiz é um bairro do município brasileiro de Manaus, capital do estado do Amazonas. Localiza-se na Zona Sul da cidade. De acordo com estimativas do Instituto Brasileiro de Geografia e Estatística (IBGE), sua população era de 16 694 habitantes em 2017.

## Dados do Bairro
- População: 16 694 hab.